# Aleph (album de Gesaffelstein)
Pour les articles homonymes, voir Aleph.
 (juin 2019).
Si vous disposez d'ouvrages ou d'articles de référence ou si vous connaissez des sites web de qualité traitant du thème abordé ici, merci de compléter l'article en donnant les références utiles à sa vérifiabilité et en les liant à la section « Notes et références ».
Albums de Gesaffelstein
Hyperion
(2019)
Aleph est le premier album studio de musicien français Gesaffelstein, sorti le 28 octobre 2013 chez Bromance records et sur Parlophone. Gesaffelstein a commencé à l'enregistrer en 2011  et, tout en y travaillant, il a gagné en popularité en tant qu'un des producteurs derrière Yeezus de Kanye West (2013) . Deux singles sont sortis pour promouvoir Aleph : Pursuit et Hate or Glory. L'album a reçu des critiques positives de la part des critiques musicaux

## Promotion
Avant la sortie d'Aleph, deux singles ont été publiés pour promouvoir l'album. Le premier, Pursuit, a été publié le 17 juin 2013, accompagné d'un clip vidéo,. Spin l'a nommé l'un des meilleurs clips de musique de 2013. Le deuxième single, Hate or Glory, est sorti le 8 octobre 2013 , aussi accompagné d'un clip vidéo.

## Sortie
En septembre 2013, l'album était disponible en pré-commande . L'emballage de l'album a également été montré. Semblable à Yeezus de Kanye West, la sortie physique ne comporte aucune pochette d'album; le disque d'or de l'album est placé à l'intérieur d'un écrin de CD vide couvert de fines lignes blanches ressemblant à un circuit imprimé, avec une lettre hébraïque blanche Aleph (א) au centre.

## Critique
Aleph a reçu un accueil favorable de la part des critiques. En écrivant pour Pitchfork, Jamieson Cox fait l'éloge de l'album et le compare à Yeezus de Kanye West en termes de « cohérence thématique », tout en citant le manque de concision de l'album comme sa principale faiblesse.  Derek Staples, de Consequence of Sound, souligne que son album est « déterminé à insuffler un chaos dancefloor composé de mélodies feutrées, de voix percutantes et de lignes de basse isolées et minimales » et affirme que Gesaffelstein « fortifie les bases d'une carrière très réussie ». David Renshaw du magazine NME estime qu'une grande partie de l'album présente « une froideur d'acier inoxydable » et qu'il « fonctionne ».  Dans le Los Angeles Times, August Brown qualifie l'album de  Gesaffelstein révolutionnaire et « une dure réaction aux tons disco lissés qui ont dominé la radio et les clubs traditionnels ces derniers temps ».  Reef Younis, dans sa critique du magazine Clash, attribue une note de 8/10 à l’album et écrit : « Du bourdonnement de Out Of Line à l’électro tordue de Trans, le rythme frappe avec une force mécanique foudroyante ».

## Liste des pistes
| No  | Titre            | Durée |
| --- | ---------------- | ----- |
| 1.  | Out of Line      | 2:36  |
| 2.  | Pursuit          | 4:08  |
| 3.  | Nameless         | 4:39  |
| 4.  | Destinations     | 3:37  |
| 5.  | Obsession        | 4:09  |
| 6.  | Hellifornia      | 3:41  |
| 7.  | Aleph            | 4:47  |
| 8.  | Wall of Memories | 3:51  |
| 9.  | Duel             | 3:59  |
| 10. | Piece of Future  | 5:10  |
| 11. | Hate Or Glory    | 4:49  |
| 12. | Values           | 3:59  |
| 13. | Trans            | 4:34  |
| 14. | Perfection       | 3:34  |